# Тохиров, Фарход
Фарход Тохиров (тадж. Фарҳод Тоҳиров; 29 мая 1990, Душанбе, Таджикская ССР, СССР) — таджикский футболист. Нападающий национальной сборной Таджикистана.

## Карьера
Фарход Тохиров начал свою профессиональную карьеру в 2007 году в клубе «Парвоз» из Бободжан-Гафурова.
В 2010 году перешёл в состав одного из лучших клубов Таджикистана — душанбинского «Истиклола». В составе «Истиклола» Фарход Тохиров в 2010 и 2011 годах два раза становился Чемпионом Таджикистана и один раз выиграл Кубок Таджикистана. В 2011 году занял второе место в споре бомбардиров с 27 голами, уступив только Юсуфу Рабиеву.
В начале 2012 года на него обратил внимание клуб из соседней страны — узбекский «Андижан». После переговоров Тохиров подписал контракт с «Андижаном» на полтора года и стал футболистом «Андижана». В составе «Андижана» Фарход Тохиров играл половину сезона и в девяти матчах чемпионата Узбекистана забил один гол. Во время летнего перерыва футболист расторгнул контракт с андижанской командой и вернулся в Таджикистан, где в составе своего прежнего клуба «Истиклол» забил 11 голов в 12 матчах второго круга.
В 2013 году его пригласил в свои ряды футбольный клуб «Парвоз» и вскоре он подписал контракт с клубом. Но вскоре его сдали в аренду в клуб «Истаравшан». В составе «Истаравшана» Тохиров играл всего пол сезона и «Парвоз» вернул его в свои ряды. С начала 2014 года Фарход Тохиров является футболистом «Парвоза».

### Карьера в сборной
Уже в 2007 году Фарход Тохиров начал играть в составе юношеской сборной Таджикистана и участвовал со сборной в том же году на чемпионате мира среди юношеских команд. А в 2011 году его пригласили на главную национальную сборную страны. За сборную Таджикистана Фарход Тохиров играл в пятнадцати матчах и забил четыре гола.

## Достижения
В составе «Истиклола»
- Чемпион Таджикистана: 2010, 2011
- Обладатель Кубка Таджикистана: 2010